# Stazione di Grumo-San Michele
La stazione di Grumo-San Michele è una stazione ferroviaria della linea Trento-Malé-Mezzana, inaugurata nel 1964 in sostituzione della preesistente tranvia, che si trova nella frazione Grumo di San Michele all'Adige.

## Strutture e impianti
La gestione degli impianti è affidata a Trentino Trasporti.
Il fabbricato viaggiatori è una costruzione in muratura ad eccezione delle travi che sorreggono il tetto che sono in legno. Si compone di tre piani di cui solo il piano terra è fruibile da parte dei viaggiatori; i piani superiori, invece, sono abitazioni private.
All'esterno del fabbricato viaggiatori c'è un monitor che visualizza gli arrivi, le partenze e gli eventuali ritardi dei treni.
Il piazzale è dotato di due binari dei quali il secondo è di corsa, mentre il primo viene usato per le eventuali precedenze. Sono entrambi serviti da una banchina, pavimentata in sampietrini, sono collegati fra loro da una passerella.

## Movimento
La stazione è servita da quasi tutti i treni, eserciti da Trentino Trasporti, che passano dalla stazione.

## Servizi
La stazione dispone di:
- Biglietteria
- Sala di attesa